# Live 1980–2007
Live 1980–2007 – pierwsze wydawnictwo DVD polskiego zespołu Krzak, wydane w 2007 r., nakładem Metal Mind Productions. Na DVD złożyły się występy grupy na festiwalu Rockin Jamboree w 1980 r, Zakopiańskiej Wiosny Jazzowej z 2007 r. czy koncert w Świątnikach z 1982 r., gdzie Krzakowi towarzyszył Ryszard Riedel.
W wersji limitowanej do płyty DVD dołączono bonus audio z koncertu w klubie „Lizard King” z 2007 r.

## Lista utworów
ROCKIN' JAMBOREE (1980)
1. „Kansas – Down the road”
2. „Blues E-dur”
3. „Acik”
4. „Ptak moich marzeń”
5. „Ściepka”
6. „Przewrotna samba”
7. „Dla Fredka”
8. „Dżemowa maszynka”
9. „Czakuś”

KONCERT W STUDIO MTV (2003)
1. „Ontario”
2. „Czakuś”

ZAKOPIAŃSKA WIOSNA JAZZOWA (2007)
1. „Kansas – Down the road”
2. „Blues E-dur”
3. „Skoczuś”
4. „Jacky 2004”
5. „Kawie”
6. „Czakuś”
7. „Basia mojo”
8. „Ściepka”
9. „Winter Rock”
10. „Skałki”
11. „Lakis”

KONCERT W ŚWIĄTNIKACH (1982)
1. „Blues dla Dzidka”

KRZAK W SKOCZOWIE (2007)
1. „Winter Rock”
2. „Skałki”

## Twórcy
- Jan Błędowski – skrzypce
- Leszek Winder – gitara
- Jerzy Kawalec – gitara basowa
- Andrzej Ryszka – perkusja
- Ryszard Riedel – śpiew
- Andrzej Urny – gitara
- Krzysztof Ścierański – gitara basowa
- Andrzej Rusek – gitara basowa
- Irek Głyk – perkusja